# Западна конференција (НХЛ)
‎
Западна конференција је једна од две конференције у НХЛ-у. Сачињена је од две дивизије са по осам тимова (укупно 16). 
На крају регуларног дела сезоне осам тимова иде у плеј оф. Прва три тима из сваке дивизије пласирају се у плеј оф и они добијају позиције 1, 2 и 3 у својим дивизијама. Тимови пласирани на позиције 7 и 8 у конференцији такође иду у плеј оф са вајлд кард позиција (седмопласирани тим у конференцији добија позицију вајлд кард 1 а осмопласирани вајлд кард 2). Тимови се у првом колу плејофа укрштају тако што бољи од шампиона дивизија према лигашкој табели иде на тим са вајлд кард 2 позиције док други шампион иде на тим са вајлд кард 1 позиције. Другопласирани тимови у дивизијама укрштају се са трећепласираним из своје дивизије. Победник конференцијског финала се пласира у финале НХЛ лиге.
Од сезоне 2017/8 Пацифичкој дивизији су се прикључили Вегас голен најтси, а од 2021. у истој дивизији ће играти и Сијтел кракен.

## Дивизије
| ЦЕНТРАЛ | ЦЕНТРАЛ                             |  | ПАЦИФИК                                        | ПАЦИФИК |
| ------- | ----------------------------------- |  | ---------------------------------------------- | ------- |
|         | ВИНИПЕГ ЏЕТСИ Винипег, Манитоба     |  | АНАХАЈМ ДАКСИ Анахајм, Калифорнија             |         |
|         | ДАЛАС СТАРСИ Далас, Тексас          |  | АРИЗОНА КОЈОТСИ Финикс, Аризона                |         |
|         | КОЛОРАДО АВАЛАНШИ Денвер, Колорадо  |  | ВАНКУВЕР КАНАКСИ Ванкувер, Британска Колумбија |         |
|         | МИНЕСОТА ВАЈЛДСИ Сент Пол, Минесота |  | ЕДМОНТОН ОЈЛЕРСИ Едмонтон, Алберта             |         |
|         | НЕШВИЛ ПРЕДАТОРСИ Нешвил, Тенеси    |  | КАЛГАРИ ФЛЕЈМСИ Калгари, Алберта               |         |
|         | СЕНТ ЛУИС БЛУЗ Сент Луис, Мисури    |  | ЛОС АНЂЕЛЕС КИНГСИ Лос Анђелес, Калифорнија    |         |
|         | ЧИКАГО БЛЕКХОКСИ Чикаго, Илиноис    |  | САН ХОЗЕ ШАРКСИ Сан Хозе, Калифорнија          |         |

## Стенли купшампиони
- 1974/75. - Филаделфија флајерси†
- 1980/81. - Њујорк ајландерси†
- 1980/81. - Њујорк ајландерси†
- 1983/84. - Едмонтон ојлерси
- 1984/85. - Едмонтон ојлерси
- 1986/87. - Едмонтон ојлерси
- 1987/88. - Едмонтон ојлерси
- 1988/89. - Калгари флејмси
- 1995/96. - Едмонтон ојлерси
- 1995/96. - Колорадо авеланчи
- 1996/97. - Детроит ред вингси†
- 1997/98. - Детроит ред вингси†
- 1998/99. - Далас старси
- 2000/01. - Колорадо авеланчи
- 2001/02. - Детроит ред вингси†
- 2006/07. - Анахајм дакси
- 2007/08. - Детроит ред вингси†
- 2009/10. - Чикаго блекхокси
- 2011/12. - Лос Анђелес кингси
- 2012/13. - Чикаго блекхокси
- 2013/14. - Лос Анђелес кингси
- 2014/15. - Чикаго блекхокси

† - Филаделфија флајерси, Њујорк ајландерси и Детроит ред вингси нису више чланови Западне конференције. Флајерси и Ајландерси су се преселили у Источну конференцију у сезони 1981/82 док су Ред вингси чланови "истока" од сезоне 2013/14.